# TNFRSF13C
TNFRSF13C (англ. TNF receptor superfamily member 13C) – білок, який кодується однойменним геном, розташованим у людей на короткому плечі 22-ї хромосоми. Довжина поліпептидного ланцюга білка становить 184 амінокислот, а молекулярна маса — 18 864.
| 10         |  | 20         |  | 30         |  | 40         |  | 50         |
| ---------- |  | ---------- |  | ---------- |  | ---------- |  | ---------- |
| MRRGPRSLRG |  | RDAPAPTPCV |  | PAECFDLLVR |  | HCVACGLLRT |  | PRPKPAGASS |
| PAPRTALQPQ |  | ESVGAGAGEA |  | ALPLPGLLFG |  | APALLGLALV |  | LALVLVGLVS |
| WRRRQRRLRG |  | ASSAEAPDGD |  | KDAPEPLDKV |  | IILSPGISDA |  | TAPAWPPPGE |
| DPGTTPPGHS |  | VPVPATELGS |  | TELVTTKTAG |  | PEQQ       |  |            |

A: Аланін

C: Цистеїн

D: Аспарагінова кислота

E: Глутамінова кислота

F: Фенілаланін

G: Гліцин

H: Гістидин

I: Ізолейцин

K: Лізин

L: Лейцин

M: Метіонін

P: Пролін

Q: Глутамін

R: Аргінін

S: Серин

T: Треонін

V: Валін

Кодований геном білок за функцією належить до рецепторів. 
Задіяний у таких біологічних процесах, як адаптивний імунітет, імунітет, альтернативний сплайсинг. 
Локалізований у мембрані.